# Shimazu Tadahisa
Shimazu Tadahisa (島津 忠久, Osaka, 1179 - 1 de agosto de 1227) foi o fundador do clã samurai Shimazu.
Tadahisa adotou o sobrenome de Shimazu depois que ele foi nomeado governador da porção sul das ilha de Kyushu. O clã prosperou aproveitando o comércio com a Coréia e as Ilhas Ryukyu. No século XVI, o Shimazu havia se tornado a maior potência sudoeste do Japão, e também controlavam a maior parte da ilha de Kyushu.